# Otto Berg (Chemiker)

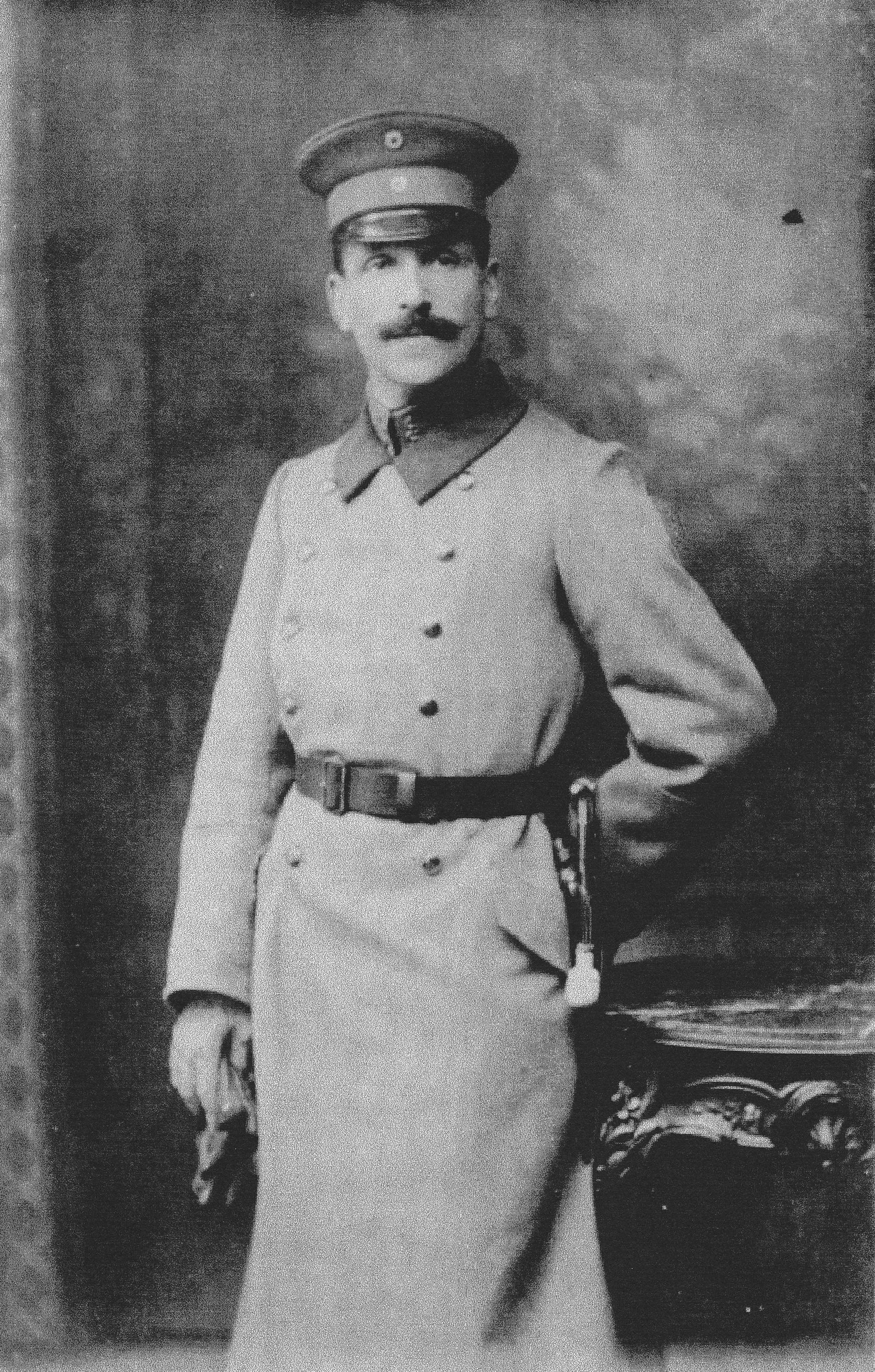
Otto Berg in Uniform im Ersten Weltkrieg (1917)

Otto Herrmann Berg (* 23. November 1874 in Berlin; † 1939) war ein deutscher Chemiker. Im Jahr 1925 war er beteiligt an der Entdeckung des Elements 75, Rhenium, durch Walter Noddack und Ida Tacke, sowie der nicht offiziell anerkannten Entdeckung des Elements 43, dem das Forscherteam seinerzeit den Namen Masurium gab (heute Technetium).

## Leben
Berg war der Sohn des Berliner Kaufmanns Philipp Berg und seiner Frau Jenny geb. Feig. Von 1894 bis 1898 studierte Berg Chemie in Berlin, Heidelberg und Freiburg im Breisgau; anschließend arbeitete er am letzteren Ort als Assistent am physikalischen Institut. Im Jahr 1900 heiratete er Julie Zuntz, eine Tochter des Physiologen Nathan Zuntz; das Paar hatte insgesamt vier Kinder.
In den Jahren 1902–1911 war er als Privatdozent in Greifswald tätig. Anschließend wurde er Mitarbeiter von Siemens & Halske in Berlin-Charlottenburg.
Nach der Machtergreifung der Nazis verlor er 1933 seine Anstellung bei Siemens aufgrund seiner jüdischen Herkunft und flüchtete 1938 mit seiner Familie nach England, wo er 1939 starb.
Als Spezialist für Röntgenstrahlung unterstützte er Walter Noddack und Ida Tacke (nach ihrer Heirat Ida Noddack) bei der Suche nach zwei der letzten noch unbekannten natürlichen Elemente, nämlich denen mit den Ordnungszahlen 43 und 75. 1925 meldete das Team die Entdeckung beider Elemente; sie nannten sie Masurium und Rhenium. Das Rhenium konnte in Spektren nachgewiesen und in einer Menge von 1 g abgetrennt werden. Trotz des röntgenspektroskopischen Nachweises, der laut dem Team in 28 von 1000 Spektren sicher und in 70 Fällen mit großer Wahrscheinlichkeit das Element 43 Masurium zeigte, blieb Noddack, Tacke und Berg die Anerkennung verwehrt, da sie das Element nicht isolieren konnten und die Signale – an der Grenze der Nachweisbarkeit – nicht reproduziert werden konnten.
Die anerkannte Entdeckung erfolgte 1937 durch Emilio Segrè und Carlo Perrier, die ihm den Namen Technetium gaben. Auf der IUPAC-Konferenz 1949 wurde dieser Name offiziell festgelegt. 
Das ISTR Symposium (International Symposium on Technetium and Rhenium Science Utilization) hat eine Gedenkmedaille herausgegeben, die Otto Berg und den Ehepartnern Walter und Ida Noddaсk gewidmet ist.